# David Elmer
David Franklin Elmer ist ein US-amerikanischer Klassischer Philologe.

## Leben
Er wuchs in Cleveland auf, wo er die St. Ignatius High School besuchte. Er erwarb an der Harvard University 1998 den BA in Classics und in Vergleichender Literaturwissenschaft 2002 den MA und 2005 den Ph.D. Er lehrt an der Harvard University (Assistant Professor of the Classics 2007–2011, Associate Professor of the Classics 2012–2014, Professor of the Classics 2014–2019, Eliot Professor of Greek Literature seit 2019).
Seine Hauptinteressengebiete sind die Homerischen Hymnen, der antike Roman und das mündliche Epos der Südslawen.

## Schriften (Auswahl)
- The poetics of consent. Collective decision making and the Iliad. Baltimore 2013, ISBN 1-4214-0826-0.
- mit Douglas Frame, Leonard Muellner und Victor Bers (Hg.): Donum natalicium digitaliter confectum Gregorio Nagy septuagenario a discipulis collegis familiaribus oblatum. Washington, DC 2012.
- (Hrsg.): Albert Bates Lord: The singer of tales. Washington, DC 2019, ISBN 0674975731.